# Стар, Джефри
Джеффри Стар (англ. Jeffree Star, при рождении Джеффри Линн Стейнинджер (Jeffrey Lynn Steininger) — американский певец, модель, стилист, диджей, визажист, бизнесмен, блогер проживающий в городе Каспер, Вайоминг. Начало его музыкальной карьеры было связано с уже имевшейся популярностью в социальной сети MySpace. Он также известен благодаря своей эпатажной и андрогинной внешности. Джеффри представляет себя как «Queen of the Internet» (Королева Интернета). Сейчас Джеффри является основателем и владельцем косметической компании Jeffree Star Cosmetics, а также имеет собственное ранчо с яками в штате Вайоминг Star Yak Ranch.

## Детство
Джеффри родился в Калифорнии, США. «Я понял, что являюсь геем, ещё в раннем детстве» — вспоминает Джеффри. Его отец умер, когда он был ребёнком, поэтому ему часто приходилось оставаться одному, пока его мать, работавшая моделью, уезжала на съёмки. Он начал экспериментировать с косметикой своей матери в очень раннем возрасте. Это привело к одержимости и навязчивому интересу, который Джеффри стал испытывать к косметике и макияжу. Стар убедил свою мать разрешить ему краситься, когда он был в средней школе.

## Клубная сцена
Стар начал карьеру визажиста в 15 лет. Сначала он работал в клубах и относился к категории мальчиков, называемых «Club Kids». Он пользовался косметикой, красил волосы флуоресцентными красками и носил женскую одежду. Разумеется, Джеффри был в центре внимания как в школе, так и вне её. Популярность пришла к Джеффри в старшей школе, которую он стал посещать в женской одежде и аксессуарах. Стар вспоминает, что интерес, испытываемый им в детстве, подтолкнул его к использованию косметики и ношению вещей, которые он брал у матери.
По выходным Джеффри использовал поддельные документы для того, чтобы иметь возможность посещать Голливудские клубы. При этом он надевал мини-платья и туфли на девятидюймовых каблуках, надеясь, что кто-либо из знаменитостей оценит его внешний вид и попросит сделать макияж или наймет в качестве модели. Стар говорит, что посещение вечеринок по выходным и советы по макияжу, которые он давал, стали основой его карьеры.

## Визажист, работа моделью, популярность в интернете
Джеффри работал со многими знаменитостями, такими как Келли Осборн, Ники Минаж, Николь Ричи, Пэрис Хилтон, Дэйви Хэвок (солист группы AFI). Стар приобрел первых фанатов, когда начал публиковать собственные провокационные фотографии на Интернет-форумах, а позже на MySpace. В подарок от сайта он получил много призов, в том числе и дорогостоящие фотокамеры, с помощью которых он мог делать всё больше фотографий. Так же он привлекал внимание тем, что совершенно не стеснялся своей гомосексуальности, и это и стало темой многих его песен.
1 августа 2006 года вышел журнал «Frontiers», на обложке которого был Джеффри Стар. Также в 2006 году Джеффри стал участником многочисленных модных показов. Стар снялся в нескольких музыкальных видеоклипах. Среди них клип Good Charlotte на песню The River, Push группы Godhead и One Love от Aiden.

### Известность на MySpace
Джеффри Стар использовал популярный социальный сетевой веб-сайт MySpace. Он также публиковал на MySpace записи о своей жизни и оставлял различные комментарии, в которых писал о собственной красоте и известности. Используя никнейм Cunt, привлекающий всеобщее внимание, Джеффри Стар приобрел большое количество фанатов на нескольких сайтах и убедил многих людей присоединиться к нему на MySpace. К октябрю 2007 года в его профайле числилось более 632000 друзей, а каждая новая фотография набирала около 50000 комментариев. В ноябре 2006 он был признан самой популярной личностью MySpace.

### Видеоблог на Buzznet.com
Помимо MySpace Джеффри Стар зарегистрирован на сайте Buzznet.com, который совмещает в себе возможности фотоблога и видеоблога. Джеффри часто проводит там различные конкурсы. Также он постоянно обновляет раздел с видеозаписями, в числе которых присутствуют обзоры музыкальных новинок, публикует новости о релизах собственных песен, а также описывает интересные события из жизни.

### Известность на YouTube
Совсем недавно на просторах интернета, а точнее на одной из самых ярких его площадок - видеохостинге YouTube, появились новые видео мистера Стар.
Стар окунулся в эпоху медиапространства, а вместе с этим показать себя миру стало гораздо легче. После первой волны популярности видеоблогеров Джеффри стал выкладывать новые видео на свой старый канал. По сей день на нём еженедельно публикуются видео о техниках макияжа, искусстве красоты, отношениях с бойфрендом и другие популярные темы.
Сейчас на YouTube канале Джеффри более 15 000 000 подписчиков (), более 15 000 000 подписчиков на Instagram (), а его популярность вновь стремительно растет.

## Бизнес, своя линия косметики
В 2015 году Джеффри выпустил свою линию косметики Jeffree Star Cosmetics, которая по сей день является одной из самых популярных и продаваемых в мире.

## Музыкальная карьера
Музыкальная карьера Джеффри в жанрах электроника и хип-хоп началась, когда он подружился с барабанщицей Peaches, которая и вдохновила его на создание музыки. Первые два трека Straight Boys и We Want Cunt были написаны совместно с группой Hole, барабанщиком группы Mötley Crüe и певицей Джессикой из Scarling.

### Plastic Surgery Slumber Party 2006—2007
13 марта 2007 года Джеффри Стар выпустил свой первый альбом под названием Plastic Surgery Slumber Party. Незамедлительно, 20 марта 2007 года этот диск появился в хит-параде танцевальной музыки iTunes, стартовав с первого места. Альбом Plastic Surgery Slumber Party на MySpace был прослушан 25 миллионов раз.
Две песни, записанные Джеффри, не были изданы на Plastic Surgery Slumber Party. Они называются Louis Vuitton и Don’t Cha (Sex Change Remix). В 2005 году Стар также записал песню Turn Off the Lights совместно с группой Hollywood Undead.
Летом 2007 года Джеффри Стар принял участие в гастрольном туре True Colors Tour 2007, который проходил в 15 городах США и Канады.
В 2008 году Джеффри провёл совместное турне с группой Brokencyde.

### Дискография
Студийные альбомы
- 2009: Beauty Killer

EPs
- 2007: Plastic Surgery Slumber Party
- 2008: Cupcakes Taste like Violence

## Фильмография
| Телевизионные эпизоды | Телевизионные эпизоды | Телевизионные эпизоды | Телевизионные эпизоды                |
| Год                   | Программа             | В роли                | Серия                                |
| --------------------- | --------------------- | --------------------- | ------------------------------------ |
| 2007                  | Video on Trial        | Сам себя              | «Guest judge» (эпизод 20, сезон 2)   |
| 2007                  | LA Ink                | Сам себя              | «Kat’s in Love» (эпизод 10, сезон 1) |